# Radiocentras
Radiocentras – prywatna litewska stacja radiowa, założona w 1991 roku, nadająca z Wilna. Jedna z pięciu stacji grupy RC.
Stacja została założona 31 stycznia 1991 w Wilnie. Pierwsza transmisja była nadawana z Pałacu Sportu w Wilnie, a od 1992 stacja nadaje całodobowo. Od 1997 radio przyznaje twórcom i wykonawcom litewskiej muzyki rozrywkowej wyróżnienie Radiocentro muzikinius apdovanojimu.
Radio nadaje głównie muzykę rozrywkową (80% czasu emisji), wiadomości (15% czasu) i programy autorskie (5% czasu).
Sieć nadajników stacji obejmuje 96% powierzchni Litwy. Według danych firmy Kantar, radio słucha dziennie około 195 tysięcy, a tygodniowo 580 tysięcy osób.